# Kalejdoskop (album Voo Voo)
Kalejdoskop – album zespołu Voo Voo zawierająca muzykę do pantomimy komicznej Kalejdoskop lubelskiego teatru Scena Ruchu.

## Lista utworów
1. „Żółty” – 2:10
2. „Knajpa” – 2:00
3. „Sklep” – 4:19
4. „Gazeta” – 5:17
5. „Po knajpie” – 2:43
6. „Sen” – 6:19
7. „Lina” – 2:21
8. „Czerwony” – 4:47
9. „Kroczki” – 3:07
10. „Malarz” – 2:56
11. „Niebieski” – 3:03
12. „Ucieczka” – 3:13
13. „Knajpa - taniec” – 2:47
14. „Żółty II” – 2:09

## Muzycy
- Wojciech Waglewski – gitary, głos, kompozytor (3, 8, 10-12)
- Jan Pospieszalski – gitara akustyczna, gitara basowa, kontrabas, głos, kompozytor (2, 5, 13)
- Mateusz Pospieszalski – saksofon, obój, sitar, instrumenty klawiszowe, akordeon, głos, kompozytor (1, 6, 9, 14)
- Piotr Żyżelewicz – perkusja, dzbanek, instrumenty perkusyjne, kompozytor (4, 7)